# Panschwitz-Kuckau
Panschwitz-Kuckau är en kommun och ort i Landkreis Bautzen i förbundslandet Sachsen i Tyskland. Kommunen har cirka 2 100 invånare.
Kommunen ingår i förvaltningsområdet Am Klosterwasser tillsammans med kommunerna Crostwitz, Nebelschütz, Räckelwitz och Ralbitz-Rosenthal.